# Фютер, Эдуард

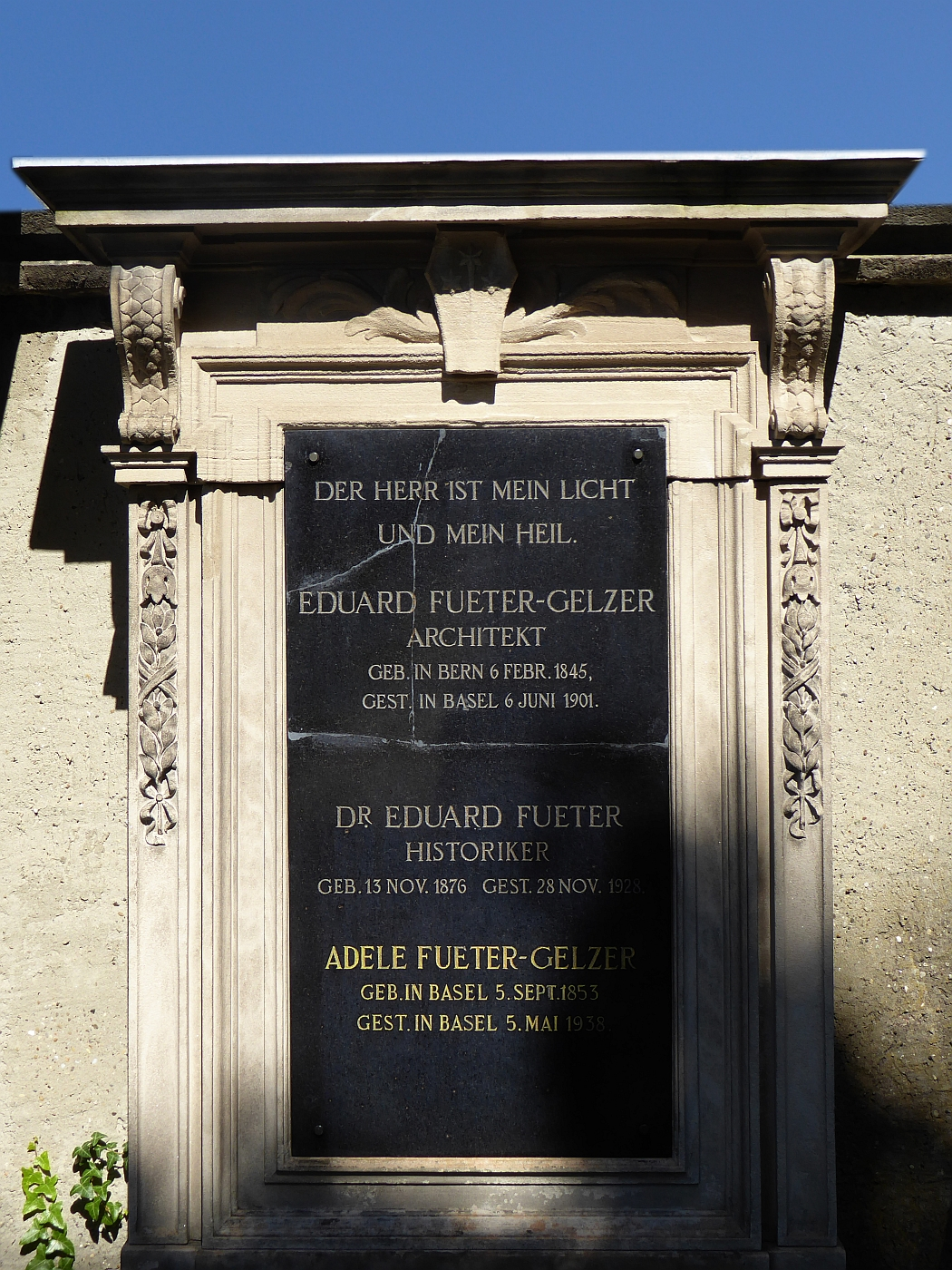
Могила Э. Фютера

Эдуард Фютер (нем. Eduard Fueter ; 13 ноября 1876, Базель — 28 ноября 1928, там же) — швейцарский историк, педагог, доктор наук, журналист.

## Биография
Родился в Базеле 13 ноября 1876 года, в семье архитектора Рудольфа Эдуарда Футера.
После окончания гимназии в 1895 году изучал историю и древние языки в Базеле и Берлине. В 1899 году получил в Базельском университете докторскую степень. Отправился в Лондон и Париж.
В 1903—1921 годах преподавал историю в Цюрихском университете. В 1904—1908, 1912—1921 годах редактировал международно-политический отдел швейцарской газеты «Neue Zürcher Zeitung».
Автор одного из наиболее фундаментальных исследований по историографии «История новой историографии» (Geschichte der neueren Historiographie. — München, 1911;3-е изд. — 1936; репринт — Zürich, 1985), выдержавшего несколько переизданий в ряде стран. Фютер работал также в области истории Швейцарии XVI—XX вв., средневековой Англии, итальянской (XVI в.) и французской (XVI—XШX вв.) историографии.
Поскольку враждебность по отношению к Германии, в которой его обвиняли, и другие причины привели к его увольнению из редакции газеты и прекращению академической карьеры, ему в последние годы жизни пришлось зарабатывать на жизнь, работая банковским служащим в Базеле.
Как историк придавал преобладающее значение идейным (в том числе литературным) влияниям на исторические процессы, часто игнорируя социально-экомомические условия развития общества.
Умер 28 ноября 1928 года. Похоронен на кладбище Вольфготтезаккер.
Его сын Эдуард Фютер (1908–1970) также стал историком.

## Избранные публикации
- Religion und Kirche in England im fünfzehnten Jahrhundert, 1904
- Geschichte der neueren Historiographie, 1911
- Geschichte des europäischen Staatensystems von 1492 bis 1559, 1919
- Weltgeschichte der letzten hundert Jahre. 1815—1920, 1921
- Die Schweiz seit 1848. Geschichte, Politik, Wirtschaft, 1928